# Mielec
Mielec ([ˈmʲɛlɛt͡s]; jiddisch: מעליץ Melitz) är en stad i Nedre Karpaternas vojvodskap i sydöstra Polen. Staden hade 60 504 invånare (2016). Den är huvudort i kommunen med samma namn.
Staden omnämns redan 1229 i en påvlig bulla. Mielec fick stadsrättigheter 1470. Under perioden 1772 - 1918 ingick staden i Kejsardömet Österrike.
Stadens huvudnäring i modern tid är flygindustri och företaget PZLs stora produktionsanläggning PZL-Mielec finns fortfarande kvar, numera ägd av Sikorsky.